# Großherzoglich Hessische Waldbahn Sprendlingen–Klaraberg
| Deutz-Benzollok, Fabrik-Nr. 65/1902, Typ C II, B, um 1903 Holzverladung in Klaraberg am Main, um 1906 |                                    |                                                   |                                                   |
| Waldbahn Sprendlingen–Klaraberg um 1915 (und gestrichelt ab 1917) Ehemalige Trassen der Waldbahn (rot) und des Nahkampfmitteldepots (schwarz) um 1917 auf einer Karte von 2021 |                                    |                                                   |                                                   |
| Streckenlänge: | 17 km                              |                                                   |                                                   |
| Spurweite: | 600 mm (Schmalspur)                |                                                   |                                                   |
| Streckengeschwindigkeit: | 10 km/h; an Bahnübergängen: 5 km/h |                                                   |                                                   |
| |                                    |                                                   |                                                   |
| \| \| \| Main \| \| \| \| 0 \| Klaraberg am Main bei Kelsterbach \| Klaraberg am Main bei Kelsterbach \| \| \| \| Mainbahn (Mainz–Frankfurt) \| \| \| \| \| \| \| \| \| \| Gelbgrundschneise \| \| \| \| \| Sandgrube \| \| \| \| \| \| \| \| \| \| Zamminerschneise \| \| \| \| \| Gundwiese \| \| \| \| \| Riedbahn (Mannheim–Frankfurt) \| \| \| \| \| Mitteldick (heute Zeppelinheim) \| \| \| \| 17 \| Sprendlingen (heute: Bahnhof Dreieich-Buchschlag) \| Sprendlingen (heute: Bahnhof Dreieich-Buchschlag) \| \| \| \| Bahnstrecke Frankfurt am Main–Heidelberg \| \| |                                    |                                                   |                                                   |
| |                                    | Main                                              |                                                   |
| Betriebs-/Güterbahnhof Streckenanfang (Strecke außer Betrieb) | 0                                  | Klaraberg am Main bei Kelsterbach                 | Klaraberg am Main bei Kelsterbach                 |
| Kreuzung geradeaus unten (Strecke geradeaus außer Betrieb) |                                    | Mainbahn (Mainz–Frankfurt)                        | Mainbahn (Mainz–Frankfurt)                        |
| Abzweig geradeaus und nach links (Strecke außer Betrieb) · Strecke von rechts (außer Betrieb) |                                    |                                                   |                                                   |
| Strecke (außer Betrieb) · Strecke (außer Betrieb) |                                    | Gelbgrundschneise                                 | Gelbgrundschneise                                 |
| Betriebs-/Güterbahnhof Streckenende (Strecke außer Betrieb) · Strecke (außer Betrieb) |                                    | Sandgrube                                         | Sandgrube                                         |
| Abzweig geradeaus und nach links (Strecke außer Betrieb) · Strecke von rechts (außer Betrieb) |                                    |                                                   |                                                   |
| Strecke (außer Betrieb) · Strecke (außer Betrieb) |                                    | Zamminerschneise                                  | Zamminerschneise                                  |
| Betriebs-/Güterbahnhof Streckenende (Strecke außer Betrieb) · Strecke (außer Betrieb) |                                    | Gundwiese                                         | Gundwiese                                         |
| Kreuzung geradeaus unten (Strecke geradeaus außer Betrieb) |                                    | Riedbahn (Mannheim–Frankfurt)                     | Riedbahn (Mannheim–Frankfurt)                     |
| Dienststation / Betriebs- oder Güterbahnhof (Strecke außer Betrieb) |                                    | Mitteldick (heute Zeppelinheim)                   | Mitteldick (heute Zeppelinheim)                   |
| Betriebs-/Güterbahnhof Streckenende (Strecke außer Betrieb) · Bahnhof | 17                                 | Sprendlingen (heute: Bahnhof Dreieich-Buchschlag) | Sprendlingen (heute: Bahnhof Dreieich-Buchschlag) |
| Strecke nach links |                                    | Bahnstrecke Frankfurt am Main–Heidelberg          | Bahnstrecke Frankfurt am Main–Heidelberg          |

Die Großherzoglich Hessische Waldbahn Sprendlingen–Klaraberg war eine von 1901 bis 1927 betriebene, 17 km lange Waldbahn vom heutigen Bahnhof Dreieich-Buchschlag an der Bahnstrecke Frankfurt am Main–Heidelberg bei Sprendlingen über das heutige Zeppelinheim und den heutigen Frankfurter Flughafen zu einem Schiffsanleger in Klaraberg am Main bei Kelsterbach.

## Ausschreibung, Bau und Inbetriebnahme
Am 19. April 1900 veröffentlichte das Sekretariat des Großherzoglichen Ministeriums der Finanzen eine Ausschreibung für den Bau der Waldbahn mit 600 mm Spurweite vom Bahnhof Sprendlingen zum Main. Zu liefern waren 34.000 laufende Meter Vignolschienen aus Bessemerstahl mit 65 mm Höhe und 25 mm Kopfbreite, 6 Zungenweichen für das Stammgleis und 8 Kletterweichen für temporäre Abzweigungen, 2 Drehscheiben sowie 8 Wagen mit Bremse und 40 Wagen ohne Bremse mit Drehschemeln für Langholz und Rahmengestellen für Klafterholz, 4  Kipploren, eine einsitzige Waldbahndraisine und zwei Waldbahnkräne.
Die Schienen sollten bis 1. Juli 1900 angeliefert werden, und ihre Verlegung auf 100 × 15 × 8 cm Eichenschwellen verlief so reibungslos, dass die festverlegten Gleise im Januar 1901 auf ihrer gesamten Länge von 15 km in Betrieb genommen werden konnte. Mitte Juni 1902 lieferten Glässing & Schollwer in Berlin weitere 500 m Gleis, um eine Zweigstrecke in der Zamminerschneise zur Gundwiese anzulegen. Am 27. Dezember 1902 lieferte Deutz die erste 8 PS starke Benzollok mit der Werksnummer 65/1902. Damit konnten an einem zwölfstündigen Arbeitstag 35 bis 80 Tonnen (etwa 70 bis 160 Festmeter) Kieferngrubenholz befördert werden.

## Streckenverlauf
Die Waldbahn erschloss das Waldgebiet zwischen dem Main und der Bahnstrecke Frankfurt am Main–Heidelberg, das von den Oberförstereien Raunheim, Kelsterbach, Mitteldick, Mörfelden, Langen, Isenburg, Groß-Gerau und Mönchbruch der Großherzoglich Hessischen Forstverwaltung genutzt wurde.
Das Westende lag an einem Schiffsanleger in Klaraberg gegenüber von Okriftel am Main, wo insbesondere 200-jähriges Eichenholz als Rückfracht direkt von der Waldbahn in Schiffe verladen wurde, die zuvor vom Niederrhein mainaufwärts nach Mainz, Frankfurt und anderen Städten im Rhein- und Maingebiet gefahren waren, oder zu Flößen gebündelt wurde. Am Main gab es einen 5 Hektar großen Lagerplatz und am Bahnhof Sprendlingen der Main-Neckar-Bahn einen noch größeren für die Trocknung und den Abtransport des Brennholzes mit der Eisenbahn.
Zwei Stichstrecken zweigten von der Hauptstrecke der Waldbahn ab. Die eine folgte weiterhin der Gelbgrundschneise nach Süden bis zur Häfnerschneise, die andere zweigte an der Einmündung der Häfnerschneise in die Okrifteler Straße in die Zamminerschneise ab und endete an der Gundwiese.

## Munitionslager
Während des Ersten Weltkriegs wurde die Strecke der Waldbahn weiter nach Süden verlegt, als 1917 ein großes Nahkampfmitteldepot erbaut wurde, auf dessen Grundstück heute der Frankfurter Flughafen steht. Für die Bauarbeiten verlegte die Firma Brand aus Rendsburg vorübergehend zwei Feldbahnen vom Bahnhof Kelsterbach und vom Schiffsanleger am Main zur Baustelle des Lagers, um Baumaterial zur Baustelle und in der Gegenrichtung auf dem Baugelände gefälltes Holz zu transportieren.

## Stilllegung
In der Nachkriegszeit des Ersten Weltkriegs war der Betrieb nicht mehr wirtschaftlich, so dass die Waldbahn spätestens ab 1925 nicht mehr genutzt wurde. Am 3. März 1928 wurde der größte Teil der Schienen sowie eine Benzollokomotive, 16 Trucks ohne Bremse auf Rädern, 5 weitere Trucks ohne Radsätze, 40 Drehschemel und 47 Rungen an die Bahnbedarf Darmstadt, ein Werk der Aquila Aktiengesellschaft für Handels- und Industrieunternehmungen, Frankfurt a. M., verkauft, die früher als eigenständiges Unternehmen Bahnbedarf A.-G. firmiert hatte.